# 贝弗利·麦克拉克林
贝弗利·麦克拉克林，PC，CStJ（1943年9月7日—）是加拿大第17任首席大法官，也是加拿大首位女性首席大法官。

## 生平
她生于阿尔伯塔的平徹克里克，是家中最大的孩子，父母分别为歐內斯特·吉茨与埃莉诺拉·克魯索爾。她获得了阿爾伯塔大學的哲学的学士与硕士学位，以及法学学士学位。1969年至1975年从事法律行业。1974年至1981年，她担任不列顛哥倫比亞大學的法学教授。
她与第一任丈夫羅德里克·麥克拉克林有一个儿子，1988年第一任丈夫逝世。1992年她与弗蘭克·麥阿德爾结婚。

### 法官职业
1981年，她进入温哥华地區法院工作，之后在不列顛哥倫比亞省的最高法院工作。1985年进入不列顛哥倫比亞的上诉法庭工作。1988年成为不列顛哥倫比亞最高法院的首席大法官。
1989年3月进入加拿大最高法院工作。2000年1月就任首席大法官，至2017年退休。在任期間曾因時任總督伍冰枝接受心臟手術，在她住院期間代理總督職務。
2018年5月30日，正式就任香港終審法院非常任法官，是第一位，亦是目前唯一一位擔任此職位的加拿大人。
2024年6月11日，麥嘉琳不再續任香港終審法院非常任法官，加拿大傳媒引麥嘉琳的聲明指，她已80歲，決定在7月底結束任期，又指她對法院的司法獨立及維持法治的決心有信心。